# Glycera papillosa
Glycera papillosa är en ringmaskart som beskrevs av Grube 1857. Glycera papillosa ingår i släktet Glycera och familjen Glyceridae. Inga underarter finns listade i Catalogue of Life.